# Scharhörn

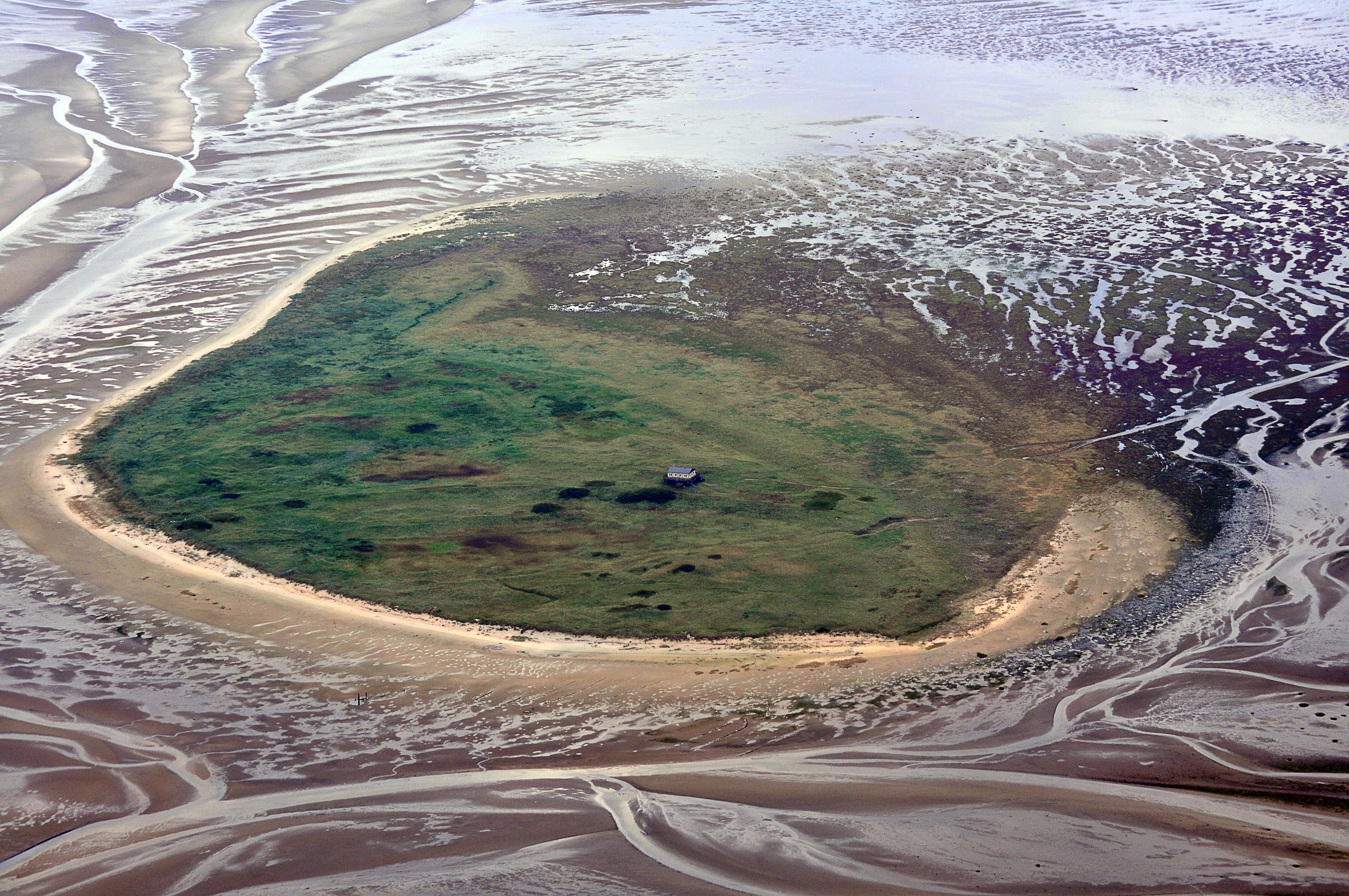
Scharhörn

Scharhörn je německý ostrov ležící v Helgolandské zátoce v Severním moři. Nachází se 4 km severozápadně od ostrova Neuwerk a 15 km severozápadně od přístavního města Cuxhaven. Rozloha ostrova je 20 ha a je neobydlený. Těsně Vedle leží umělý ostrov Nigehörn. Oba slouží jako ptačí rezervace.
Ostrov Scharhörn je administrativní součástí spolkové země Hanzovní město Hamburk, jeho městské části Neuwerk a městského okresu Hamburg-Mitte. De facto se jedná o hamburskou enklávu obklopenou teritoriálními vodami spolkové země Dolní Sasko.